# Dragpa Sengge
| Tibetische Bezeichnung                  |
| --------------------------------------- |
| Tibetische Schrift: གྲགས་པ་སེང་གེ          |
| Wylie-Transliteration: grags pa seng ge |
| Chinesische Bezeichnung                 |
| Vereinfacht: 扎巴僧格; 札巴僧格         |
| Pinyin:Zhaba Sengge                     |

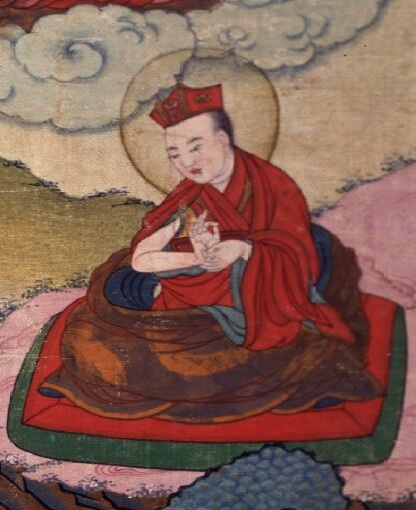
Dragpa Sengge, 1. Shamarpa

Dragpa Sengge (tib. grags pa seng ge; geb. 1283; gest. 1349) aus der Kagyü-Schule war der 1. Sharmapa (zhwa dmar pa) der Karma-Kagyü-Schule, d. h. der 1. Rothut-Karmapa. Er gründete im Jahr 1333 das Nenang-Kloster (gnas nang dgon pa) im Kreis Tölung Dechen von Lhasa in Tibet, das später der Sitz der Pawo Rinpoches (dpa' bo rin po che) wurde. Der 3. Karmapa hatte seinem Hauptschüler Dragpa Sengge, der später als der erste Shamar Rinpoche bekannt wurde, eine rote Kopfbedeckung geschenkt in Verbindung mit diesem Titel.